# Pacte sacré
Pour plus de détails, voir Fiche technique et Distribution.

Pacte sacré est un téléfilm français de Marion Sarraut réalisé en 2015 et diffusé en 2017.

## Synopsis
Depuis la mort de sa fille deux ans plus tôt, Marie Jo élève seule ses deux petits enfants, les jumeaux Jules et Juliette. À la suite de l'incendie de leur immeuble qui n'a rien épargné, ils se retrouvent à la rue. Pour éviter que l'assistante sociale ne place les enfants en foyer, Marie Jo décide de frapper à la porte de leur père Jean-Noël. Mais ce dernier est marié à Marie-Ange, qui sort d'une grave dépression due au décès de sa mère, et a une fille (Marie-Ange a une fille aînée d'une première union). Ignorant totalement sa paternité envers Jules et Juliette, il décide quand même de les héberger en attendant que l'assurance leur trouve un autre logement. À l'insu de tous, Jean-Noël fait un test ADN et enquête sur les circonstances de l'incendie...

## Fiche technique
- Réalisation : Marion Sarraut
- Scénario : Hélène Cohen et Barbara Grinberg
- Directeur de la photographie : Bertrand Mouly
- Montage : Nicole Brame
- Musique : Renaud Garcia-Fons
- Genre : Comédie
- Pays :  France
- Durée : 93 minutes (1 h 33)
- Date de diffusion : 24 janvier 2017 sur France 3

## Distribution
- Romane Bohringer : Marie-Ange
- Bernard Yerlès : Jean-Noël
- Annick Blancheteau : Marie Jo
- Joséphine Hélin : Juliette
- Achille Potier : Jules
- Henri Guybet : René, le père de Marie-Ange
- Carla-Julia Lapinta : Sophie
- Lya Oussadit-Lessert : Suzanne
- Sophie Le Tellier : Mme Fillol, l'assistante sociale
- Rosemarie La Vaullée : Muguette
- Christopher Mirabel : Benoît
- Swan Joulin : Adam
- Jean-François Perrier : le détective

## Production et tournage
Le téléfilm a été réalisé avec un budget de 1,5 million d'euros et a employé une quarantaine de personnes.
Romane Bohringer, habituée aux rôles sombres, apparaît exceptionnellement dans une comédie. C'est la réalisatrice qui en eu l'idée et qui l'a convaincue. Marion Sarraut a déclaré à Télé 7 jours : « J'avais envie de la voir jouer quelqu’un de burlesque et fantaisiste ». Pour incarner le père de ses enfants, la réalisatrice souhaitait jouer sur le contraste et a choisi le comédien belge, habitué aux comédies à la télévision, Bernard Yerlès : « Il me fallait un acteur vraiment solaire pour incarner le mari. Et j’ai tout de suite pensé à lui. »
Le tournage s'est déroulé en juillet et août 2015, à Lyon et sa région,. C'est le lieu-dit « Le Beaunant », à Sainte-Foy-lès-Lyon, qui a été choisi comme lieu principal du tournage. Les caméras y ont tourné du 20 juillet au 7 août 2015.

## Réception critique
Télé Loisirs qualifie l'œuvre de « petite comédie sympathique » où « malentendus et de [sic] quiproquos sont au menu ». Télé 7 jours parle d'« un téléfilm plaisant, porté par l'alchimie du duo formé par Bernard Yerlès Romane Bohringer ». Notre temps mentionne un « touchant long-métrage » remplie « d'une suite de quiproquos infusés de tendresse et portés par des interprètes talentueux tels Bernard Yerlès [...] et Romane Bohringer ». Moustique met en avant le jeu des deux acteurs principaux : Bernard Yerlès, « savoureux dans son rôle de menteur dépassé par la situation » et Romane Bohringer, « élégante sans tomber dans la caricature ».

## Audience
Lors de sa diffusion sur France 3, le 24 janvier 2017, le téléfilm a été suivi par 3,3 millions de téléspectateurs, en France, soit une part d'audience de 12,9 %, réalisant la meilleure audience de la soirée.

## Festival
Le téléfilm a été sélectionné au 18e Festival des créations télévisuelles de Luchon, en 2016, en compétition dans la catégorie « unitaires ». 